# Sekerak Kanan
Sekerak Kanan is een bestuurslaag in het regentschap Aceh Tamiang van de provincie Atjeh, Indonesië. Sekerak Kanan telt 615 inwoners (volkstelling 2010).